# 高里镇
高里镇，是中华人民共和国河北省保定市定兴县下辖的一个乡镇级行政单位。

## 行政区划
高里镇下辖以下地区：
古桑村、景安村、究室村、沿村、石柱村、易上村、易上北庄村、韩村、易上营村、辛安甫村、王村、河内村、东高里村、高里店村、西高里村、长安城村、南章村、北章村、金台陈村和平罡村。